# Gaetano Previati
Gaetano Previati (Ferrare, 31 août 1852 - Lavagna, 21 juin 1920) est un peintre italien du mouvement pointilliste, appelé aussi divisionnisme ou néo-impressionnisme.

## Biographie
Gaetano Previati a d'abord fréquenté l'École des beaux-arts de Ferrare, ensuite l'atelier Cassioli à Florence (1876-1877), puis l'Académie des beaux-arts de Brera à Milan.
Après une première expérience dans la Scapigliatura milanaise, il devint un représentant du courant du divisionnisme italien.
En 1879 il obtint les premières reconnaissances (prix Canonica) avec le tableau Gli ostaggi di Crema (« Les Otages de Crema»), mais par la suite il traversa une période artistique et économique difficile.
En 1890 il obtint d'autres reconnaissances et commença à travailler pour une édition illustrée des I Promessi sposi.
En 1895, il fit la connaissance du marchand d'art Victor Grubicy de Dragon qui avait des contacts en Belgique, France et Angleterre.
Sa technique picturale se différenciait par sa luminosité et ses filaments (Maternité, 1890), œuvre qui créa diverses polémiques parmi les Naturalistes qui estimaient cette composition trop symbolique.
Il participa régulièrement à la Biennale de Venise dont il organisa la salle du Rêve (1907)  et à d'autres expositions comme celles de la Rose-Croix à Paris (1892) et  de la Sécession à Berlin (1902).
Il arrêta la peinture en 1917 et mourut en 1920 à Lavagna.

## Œuvres
- Paysage (1900-1910), Musée d’Art, São Paulo
- Maternità (Maternité) (1890), Banca Popolare, Novare
- Il carro del sole (Le Char du Soleil) (1907), huile sur toile de  127 cm × 185 cm, Camera di Comercio Industria e Artigianato, Milan
- Ritratto del Manzoni (portrait de Manzoni) (1895)
- Paolo e Francesca (1901), Académie Carrara, Bergame
- Le Roi-Soleil, Musées royaux des beaux-arts de Belgique, Bruxelles
- Georgica, Musées du Vatican (1905)
- Autoportrait (1911)
- Ireos (1912)
- La danza delle ore (La Danse des Heures)
- La crocifissione (Crucifixion)
- Il giorno risveglia la notte (Le Jour réveille la Nuit)
- Fumatrici di hascish (Fumeuses de haschich), (1887)
- Nel prato (Dans le pré), (1890)
- Madonna con bambino (Vierge à l'Enfant) (1910)
- Cronos
- Juliette et Romeo
- La Mort de Cléopâtre
- Les Funérailles d'une vierge, La Chute des anges, La Création de la lumière, Galerie nationale d'Art moderne et contemporain, Rome
- Les Quatorze Stations du chemin de croix (terminé en 1902)
- Otages de Crema, Museo Civico, Crema

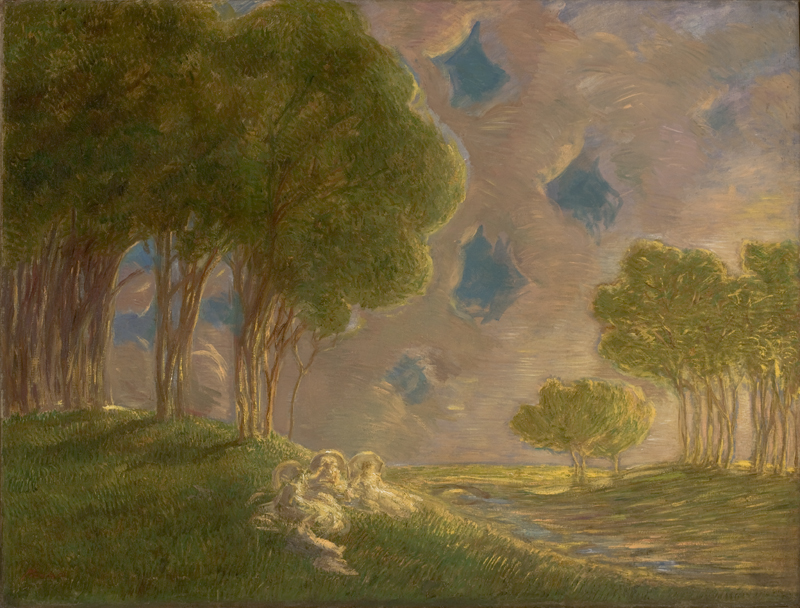
Paysage vers 1900-1910, huile sur toile
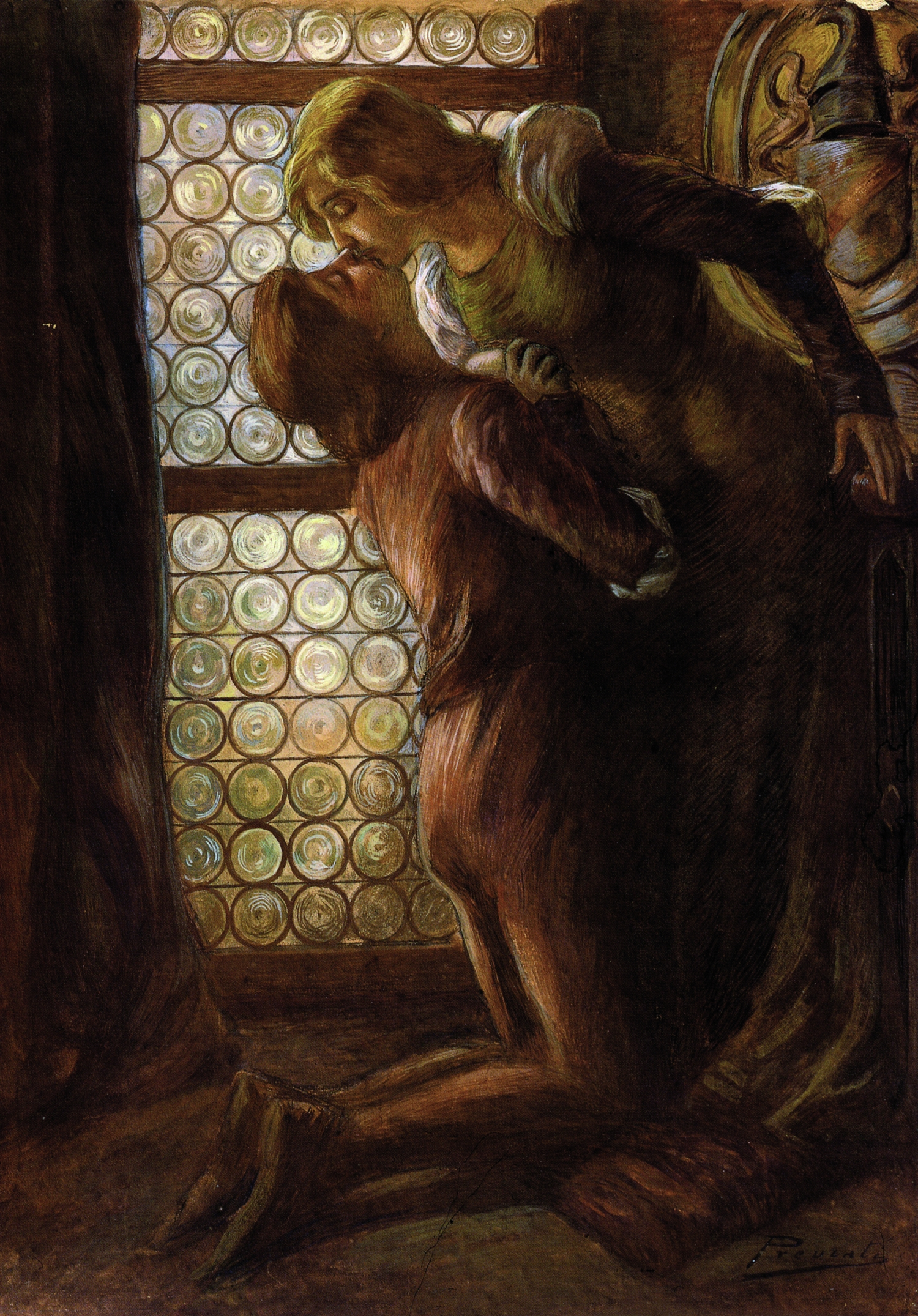
Le Baiser, Roméo et Juliette, tempera sur carton
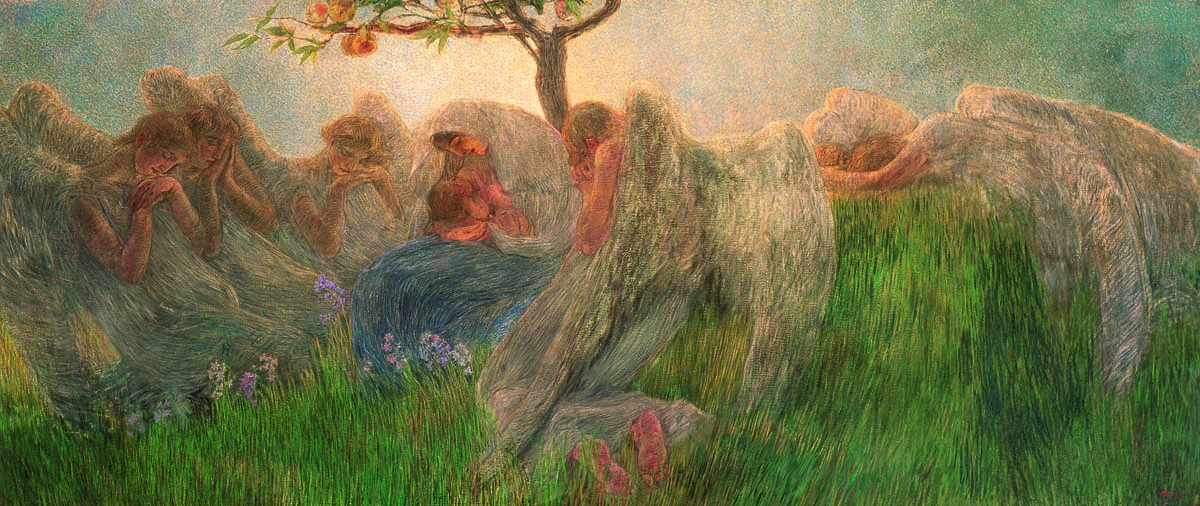
Maternité, vers 1890-1891, huile sur toile
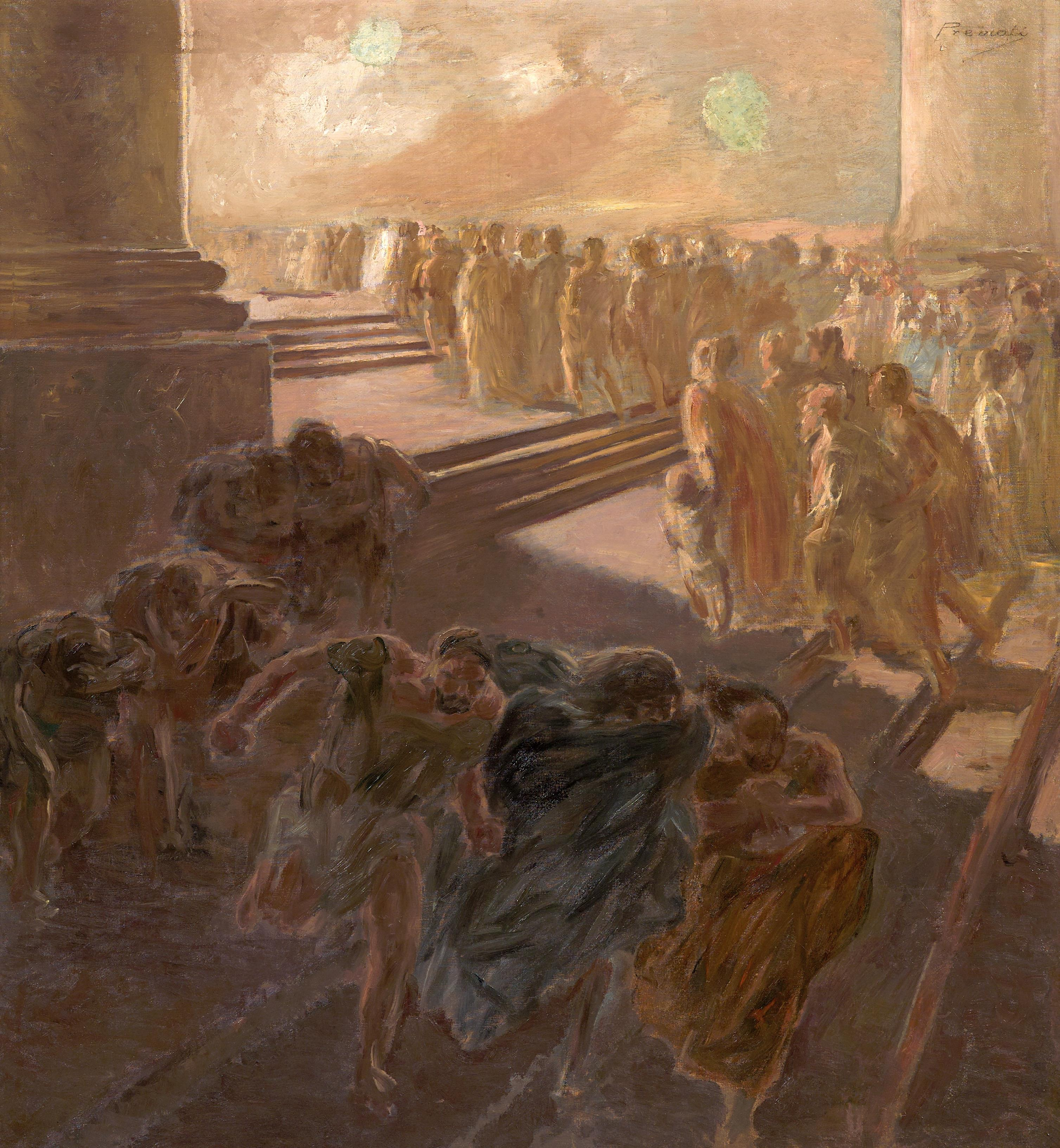
Les Marchands chassés du temple, avant 1920, huile sur toile

## Publications
- La Tecnica della pittura, 1905.
- I Principi scientifici del divisionismo, 1906.
- Della Pittura tecnica del arte, 1913.

## Sources
- (it) Cet article est partiellement ou en totalité issu de l’article de Wikipédia en italien intitulé « Gaetano Previati » (voir la liste des auteurs).